# Sveinn Ólafur Gunnarsson
Sveinn Ólafur Gunnarsson (født 1976) er en islandsk skuespiller.

## Filmografi
- Mælkekrigen (2019)
- Heartstone (2016)
- Blandt mænd og får (2015)
- Jar City (2006)

## Ekstern henvisning
- Sveinn Ólafur Gunnarsson på Internet Movie Database (engelsk)
- Sveinn Ólafur Gunnarsson på Filmdatabasen
- Sveinn Ólafur Gunnarsson på danskfilmogtv.dk
- Sveinn Ólafur Gunnarsson på Svensk Filmdatabas (svensk)
- Sveinn Ólafur Gunnarsson på AlloCiné (fransk)
- Sveinn Ólafur Gunnarsson på AllMovie (engelsk)
- Sveinn Ólafur Gunnarsson på The Movie Database (engelsk)